# 西藏百万农奴解放纪念日
西藏百万农奴解放纪念日，是中华人民共和国政府为纪念西藏噶厦政府被废除、「農奴制」结束而设立的紀念日，時間在每年的3月28日。中国政府官方論述為1959年至1961年的西藏民主改革的紀念。

## 背景
自清朝開始西藏就受到中國的統治，而1720年清朝所設立的駐藏大臣被趙珍認為是中國實現對西藏直接管理的有利證據。从1912年至1949年，西藏虽不直接接受中華民國政府管治，但中国聲稱未放弃对西藏的主权。在中國統治之下西藏貴族長期保有對农奴的種種特權。
1959年3月10日，拉萨爆发1959年藏區騷亂，中国人民解放军取得胜利，第十四世达赖喇嘛、西藏噶厦政府及其追随者流亡印度。同年3月28日，当时的国务院总理周恩来签署国务院令，宣布解散西藏噶厦政府，由西藏自治区筹备委员会行使西藏噶厦职权，并在西藏实施民主改革。而原噶厦政府人员则在印度达兰萨拉宣布成立西藏流亡政府。
在此后数年时间里，中华人民共和国政府在藏区实施的改革主要内容是土地改革运动，通过划分社会阶级，鼓动暴力性质的阶级斗争。2009年新华社报導认为，这项改革废除了西藏政教合一的封建农奴制，使当时占西藏人口95%的数百万农奴和奴隶获得了人身自由，分得土地，并享有法律所规定的政治权利。据十世班禅在《七万言书》中所述，政府以“破除迷信”的名义，对佛教场所、人员进行破坏、打压，致使藏区的寺院减少了97%以上，僧侣减少了93%。另外（1959年后最为严重）在一些地方出现了饿死的情况，这在笃信佛教人们可以乞讨为生的藏区前所未有。

## 设立
西藏自治区人大副秘书长庞永伯宣佈並解释纪念日设立就是要让包括藏族在内的全体中华民族永远牢记50年前的「民主改革」，从此西藏百万农奴「挣脱了旧的封建农奴制度枷锁成为国家的主人」。2009年1月19日，西藏自治区第九届人民代表大会第二次会议通过决议，每年3月28日定為西藏百万农奴解放纪念日，以纪念西藏民主改革50周年。
2009年3月28日，13,000多人在拉萨布达拉宫广场举行西藏百万农奴解放纪念日的庆祝大会。

## 评价

### 正面评价
中國藏學研究中心歷史部門主管則认为，西藏的年輕一代可能會受到達賴和西方宣傳的影響，因此解放農奴紀念日可以幫助他們瞭解那個時期的事情。 
對於設立百萬農奴解放紀念日，中国大陆不少网民对政府设立农奴解放纪念日表示称赞，有藏族網民更發表「设立百万农奴解放纪念日是我们政治生活中的一件大事」、「西藏百万农奴解放纪念日是西藏人民的愿望和要求，应该用百万农奴翻身得解放的事实，向世界揭露达赖集团的谎言」等言論。
不少藏族人民高度评价西藏百万农奴解放纪念日。在2018年新华社一次采访中，西藏藏医学院副院长明吉措姆指出她对“伟大祖国充满感恩之情”，丹增罗赛表示“能和亲历过那段历史的老人一同纪念这个日子，我感到很荣幸。”  在2020年的百萬農奴解放紀念日當天，光明日報採訪出生自农奴家庭的洛桑顿珠，他接受報導時表示：“我8岁开始，起早贪黑为农奴主干活，仍然吃不饱、穿不暖，与曾外孙相比，我的童年只有辛酸和痛苦”，他續表示，“过去我们没有呼吸的自由。今天，在党的好政策下，我们生活在明媚的晴空下，孩子们的未来像天空一样广阔“，寄望下一代生活越來越好。” 可见大部分藏族人民对西藏百万农奴解放纪念日的设立有着高度评价，不少农奴后代对此也持积极态度。

### 负面评价
此纪念日被部份西藏人认为是针对流亡藏人于每年3月10日纪念的西藏人民起义日而设立的。西藏流亡政府新聞發言人索南達波說：「藏人對中共的壓迫有很多怨恨，設立另一個紀念日是中华人民共和国政府緊張的結果。藏人將被迫參加這個紀念活動，但實際上藏人並沒有在1959年獲得解放，而是成為了中國人的奴隸。」藏族作家唯色表示，「農奴解放」是一個政治神話，「西藏百萬翻身農奴」的後代持續不斷的反抗，是對「西藏百萬農奴解放紀念日」的諷刺。
欧洲议会西藏协调小组组长、欧洲议会议员托马斯·曼认为，设立这个节日是对藏人“史无前例的侮辱”。德國波昂大學東亞政治研究所所長辜學武表示，设立解放農奴紀念日可能是中華人民共和國政府調整對西藏問題的策略，加強輿論攻勢，系統地講述西藏的故事，表明西藏土地改革不是壓迫而是解放，爭取藏人或國際輿論的支持。中華人民共和國政府對西藏农奴制度的描述在西方藏學界爭議極大，而且中華人民共和國政府在西藏常擺出以類近於西方殖民權力執行「文明化任務」（civilizing missions）的態度，而對於此節日的設立，有説法認為中華人民共和國官方面對2008年大規模藏人抗議的回應，以強化中華人民共和國官方的歷史敘事。對於西藏在1959年前是否農奴制，安瑪莉·布隆鐸等在《加利福尼亚大学学报》上发布的论文以及出版的图书均持否定態度:81:123。